# Le Grand Bal (film)
Pour plus de détails, voir Fiche technique et Distribution.
Le Grand Bal est un film documentaire français écrit et réalisé par Laetitia Carton, sorti en 2018. Quatrième long-métrage de la réalisatrice, ce film constitue une évocation d'un festival de danses traditionnelles françaises et européennes qui se déroule chaque année dans le département français de l'Allier : le Grand Bal de l'Europe.

## Synopsis
Passionnée de danse traditionnelle, Laetitia Carton fréquente depuis plusieurs années le Grand Bal de l'Europe, qui attire chaque été plusieurs milliers de participants à Gennetines, en Auvergne. Le film raconte le bal à travers ses danseurs, ses musiciens, les histoires et les rencontres qui s'y font et défont...

## Fiche technique
- Titre original : Le Grand Bal
- Réalisation et scénario : Laetitia Carton
- Photographie : Karine Aulnette, Prisca Bourgoin, Lætitia Carton et Laurent Coltelloni
- Son : Nicolas Joly et François Waledisch
- Montage : Rodolphe Molla
- Production : Jean-Marie Gigon
- Société de production : SaNoSi Productions
- Sociétés de distribution : Pyramide Distribution (France) ; Look Now ! (Suisse romande)
- Pays d'origine :  France
- Langues originales : français, langue des signes française
- Format : couleur - 1,77:1 - Dolby 5.1
- Genre : documentaire
- Durée : 86 minutes
- Dates de sortie :
  - France : 17 mai 2018 (Festival de Cannes - Sélection officielle - Séance spéciale) ; 31 octobre 2018 (sortie nationale)
  - Suisse romande : 31 octobre 2018

## Production

### Tournage
Pour son tournage, Laetitia Carton souhaite adopter une posture intermédiaire : passionnée par le bal, elle prend part au festival, mais ne désire pas mener d'entretien pour ne pas briser « les moments vivants et spontanés ». La caméra se rapproche des participants en fonction des jeux de regards.

## Accueil

### Critique
La presse émet globalement de bonnes critiques, en particulier les titres et sites spécialisés comme Critikat, Première, Positif ou Télérama. 
Le Monde loue la « grande sensualité » qui se dégage du film et apparente le Grand Bal à une « parenthèse enchantée ».

## Distinctions
- Coup de Cœur Musiques du Monde 2019 de l'Académie Charles-Cros, décerné le mercredi 20 mars 2019 à Portes-lès-Valence, dans le cadre du Festival « Aah ! Les Déferlantes ! »[3].

### Nominations
- Festival de Cannes 2018 : Sélection officielle - Cinéma de la Plage[4]
- Césars du cinéma 2019 : Meilleur film documentaire

### Documentation
- Dossier de presse Le Grand Bal